# Silicium-28
Silicium-28 of 28Si is een stabiele isotoop van silicium, een metalloïde. Het is een van de drie meest voorkomende isotopen van het element op Aarde, naast silicium-29 (stabiel) en silicium-30 (eveneens stabiel). De abundantie op Aarde bedraagt 92,2297%.
Silicium-28 ontstaat onder meer bij het radioactief verval van aluminium-28, fosfor-28, chloor-32, zwavel-29 en argon-31.
22Si · 23Si · 24Si · 25Si · 26Si · 27Si · 28Si · 29Si · 30Si · 31Si · 32Si · 33Si · 34Si · 35Si · 36Si · 37Si · 38Si · 39Si · 40Si · 41Si · 42Si · 43Si · 44Si · 45Si